# Јесен
Јесен је једно од годишњих доба, које по конвенцији на северној Земљиној полулопти траје део септембра, цео октобар, новембар и део децембра, а на јужној Земљиној полулопти део марта, цео април, мај и део јуна. На дан почетка јесени, такозвану равнодневницу, која обично пада око 23. септембра, дан и ноћ трају по 12 сати.

## Дефиниције датума
Неке културе сматрају јесењу равнодневицу „средином јесени“, док друге са дужим температурним кашњењем третирају равнодневицу као почетак јесени. На енглеском говорном подручју, јесен је традиционално почињала Ламас даном и завршавала се око Ноћи вештица, приближне средине између лета, јесење равнодневице и средине зиме. Метеоролози (и Аустралија и већина земаља умерене климе на јужној хемисфери) користе дефиницију засновану на месецима по грегоријанском календару, при чему су јесен септембар, октобар и новембар на северној хемисфери, и март, април и мај на јужној хемисфери.
У Северној Америци, јесен традиционално почиње септембарском равнодневницом (21. до 24. септембра) и завршава се зимским солстицијем (21. или 22. децембра). Популарна култура у Сједињеним Државама повезује Празник рада, први понедељак у септембру, као крај лета и почетак јесени; одређене летње традиције, као што је ношење белог, се обесхрабрују након тог датума. Како се дневне и ноћне температуре смањују, дрвеће мења боју, а затим осипа лишће.
У традиционалном источноазијском соларном термину, јесен почиње на или око 8. августа и завршава се 7. новембра или приближно тог датума. У Ирској, јесењи месеци према националној метеоролошкој служби Мет Еријан су септембар, октобар и новембар. Међутим, према ирском календару, који се заснива на древним галским традицијама, јесен траје током августа, септембра и октобра, или можда неколико дана касније, у зависности од традиције. На ирском језику, септембар је познат као Meán Fómhair („средина јесени“), а октобар као Deireadh Fómhair („крај јесени“). Персијанци славе почетак јесени као Мехреган у част Митри (Мехр).

## Асоцијације

### Меланхолија
Јесен се, посебно у поезији, често повезивала са меланхолијом. Могућности и прилике лета су нестале, а хладноћа зиме је на помолу. Небо постаје сиво, количина употребљиве дневне светлости брзо опада, а многи људи се окрећу ка унутра, како физички тако и ментално. О њој се говори као о нездравој сезони.
Слични примери се могу наћи у песми ирског песника В.Б. Јејтса The Wild Swans at Coole где доба сазревања које песник посматра симболично представља његово сопствено старење. Попут природног света који посматра, и он је достигао свој врхунац и сада мора да се радује неизбежности старости и смрти. Поему „Chanson d'automne” („Јесења песма“) француског песника Пола Верлена такође карактеришу јака, болна осећања туге. Китсово дело To Autumn, написано у септембру 1819. године, одражава овај осећај меланхоличног размишљања, али такође наглашава бујно обиље годишњег доба. Песма „Јесење лишће“, заснована на француској песми „Les Feuilles mortes“, користи меланхоличну атмосферу годишњег доба и краја лета као метафору за расположење одвојености од вољене особе.

### Ноћ вештица
Јесен је повезана са Ноћи вештица (на коју је утицао Самхејн, келтски јесењи фестивал), а са њом и широко распрострањена маркетиншка кампања која је промовише. Келтски народ је такође користио ово време да прослави жетву уз време гозбе. У исто време, то је била и прослава смрти. Жетве су биле пожњевене, стока поклана, а зима је долазила.

## Туризам
Промена боје лишћа се дешава свуда где се налази листопадно дрвеће, на пример, обојено јесење лишће је приметно у различитим регионима света: већини Северне Америке, Источне Азије (укључујући Кину, Кореју и Јапан), Европе, југоисточној, јужној и делу средњег запада Бразила, шумама Патагоније, источне Аустралије и Јужног острва Новог Зеланда.
Источна Канада и Нова Енглеска су познате по свом јесењем лишћу, и то привлачи велику туристичку активност (вредну милијарди америчких долара) у регионе.